# Кіконай

41°40′42″ пн. ш. 140°26′16″ сх. д. / 41.67833° пн. ш. 140.43778° сх. д.
Кікона́й (яп. 木古内町, きこないちょう, МФА: [kʲikonai̯ t͡ɕoː]) — містечко в Японії, в повіті Каміїсо округу Осіма префектури Хоккайдо. Станом на 1 жовтня 2008 року площа містечка становила 221,88 км². Станом на 31 березня 2017 населення містечка становило 4377 осіб.